# L'Anarchie
L'Anarchie fue un periódico anarquista individualista filosófico fundado en abril de 1905 por Albert Libertad y editado en París. Los compañeros agrupados en torno a Libertad (Mahe, Duflore, Lorulot, Mauricius, entre otros) decían ubicarse contra los "prejuicios", los "vicios" y el "conformismo". 
Con la publicación también colaboraron Émile Armand, André Lorulot, Émilie Lamotte, Raymond Callemin, y Victor Serge). Uno de los redactores bajo la firma "El Rétif" fue el futuro "Victor Serge", también participó en la redacción Émile Armand. Se publicaron 484 números entre el 13 de abril de 1905 y el 22 de julio de 1914. Era semanal, costaba 10 céntimos y con un tiraje de 7000 ejemplares.